# Captain Tsubasa Vol. II: Super Striker
Captain Tsubasa Volume II: Super Striker es un videojuego de fútbol perteneciente a la serie de juegos para Nintendo Entertainment System sobre el manga Captain Tsubasa. Es la continuación del juego Captain Tsubasa. Lanzado en 1990 por Tecmo este juego es limpiamente similar a su precursor, pero con importantes mejoras gráficas. También es el último juego de Tsubasa para la NES ya que la continuación del videojuego fue lanzada para la consola Super Nintendo.
Es considerado por amplio número de fans como el mejor videojuego de la serie.

## Argumento del Juego
Al igual que todos los videojuegos de Captain Tsubasa nos ofrece una realidad alterna o una continuidad con los hechos relacionados con el manga en el cual, Captain Tsubasa II: Super Striker, es la base de la segunda saga del manga World Youth Hen. En esta versión del aparecen todos los personajes del manga de la saga original del Yomiuri Land, el torneo de secundarias y Junior Youth (U-15 de Francia), comenzando con Tsubasa haciendo parte del equipo juvenil de Sao Paulo disputando la Copa Rio Juvenil y siendo retado antes de cada partido por Carlos Santana capitán del Flamengo. En el torneo hay que jugar 6 partidos contra los grandes clubes de Brasil, a partir del segundo juego se incrementa la dificultad de los rivales ya que algunos poseen técnicas muy buenas.

### I Parte: Copa de Río juvenil
- Fluminense (Equipo Fácil, primer partido).
- Corinthians: 2 figuras importantes, el MF Riberio y el FW argentino Satrustegui.
- Grêmio: 2 figuras importantes, GK Claudio Meao y el MF FW uruguayo Da Silva.
- Palmeiras: 2 figuras importantes, FW Nei y el MF Toninho.
- Santos: 2 figuras importantes, FW Zagallo y el DF Dirceu.
  -  Flamengo: la final de la Copa Río. El FW Carlos Santana con su Bunshin Dribble, su Overhead Kick y su Mirage Shot acompañado del MF Santamaria con su Banana Shot y el DF Jettorio con su Drive Shot.

### II Parte: Torneo japonés
Después de ganar la Copa de Río, empieza el torneo japonés jugando con el Nankatsu de Shizuoka liderado por Taro Misaki acompañado de Ryō Ishizaki (Bruce Harper), Mamoru Izawa (Paul Diamond), Teppei Kisugi (Johnny Mason), Hajime Taki (Eddie Carter), Shingo Takasugi(Victor Takasugi), Hanji Urabe (Jack Morris), Takeshi Kishida (Raúl), Yuzō Morisaki (Al Jones) y Shun Nitta (David Everett) el campeonato japonés de secundarias aquí aparecen todos los equipos de y jugadores de la selección Japonesa Hiroshi Jitō, Mitsuru Sano, Kazuo y Masao Tachibana, Makoto Sōda, Hikaru Matsuyama, Misugi Jun y en la final Kojiro Hyuga (Steve Hyuga) y Ken Wakashimazu (Richard Tex Tex).
- Kunimi Gakuen (Academia Kunimi): El equipo de la ciudad de Kyushu cuenta con 2 grandes figuras, el gigantesco DF. Jito Hiroshi (Víctor Cliford) y el hábil FW Sano Mitsuru (Rigo Sano).
- Akita Shoukou (Escuela de Comercio de Akita): El equipo de Akita cuenta con los acrobáticos FW gemelos Masao y Kazuo Tachibana (Hermanos Korioto).
- Tatsunami High School: Equipo de Osaka representado por el enorme GK Nakanishi Taichi (Borgini) y por el DF. Soda Makoto (Guillermo Peterson)
- Musashi FC: El segundo mejor equipo de Tokio está representado por su FW: Misugi Jun (Andy Johnson). El ingresará en el 2 tiempo debido a su corazón.
- Furano FC: La ciudad de Hokkaido liderados por su capitán, el MF. Matsuyama Hikaru(Armand Callahan).
- Toho Gakuen FC (Preparatoria Toho): La final del equipo # 1 de Tokio. Cuenta con su FW. estrella Kojiro Hyuga (Steve Hyuga), MF Sawada Takeshi(Ralph Mellow) con su Toho Comby, el FW. Kazuki Sorimachi y el GK. karateka Wakashimazu Ken (Richard Tex Tex). Partido muy difícil.

### III Parte: Japan cup
Aparecemos luego con Oliver un par de juegos haciendo parte del equipo juvenil de Sao Paulo F.C. disputando la Japan Cup con clubes de Europa, rivales difíciles y la selecciones de Japón y Uruguay.
- A.S. Roma: Destaca el FW. italiano Rampion con su Rocket Head (Roberto Pruzzo).
- Uruguay: Equipo con dos figuras importantes. Sobresalen los FW Da Silva y, el excelente Ramón Victorino.
- Hamburger S.V.: Cuenta con cuatro figuras importantes: Wakabayashi Genzo(Benji Price) el FW Theodor Cappellmann, el MF Hermann Kaltz y el MF Metzer.
- Japón: Uno de los partidos más duros del juego, la selección de Japón está integrada por: Portero Wakashimazu, los defensas Jito, Soda, Ishizaki y Matsuyama. Los mediocampistas Misaki, Masao, Kazuo y Sano. En la delantera Nitta y Hyuga. En el 2 tiempo ingresará Misugi en el medio campo.

### IV Parte: Eliminatorias de Asia
Después de lograr reencontrarse con todos los miembros de la selección nacional de Japón, Tsubasa y sus amigos deben enfrentar la zona de clasificación al Mundial, por Asia aunque esta no es tan difícil se encontraran jugadores muy buenos.
- Siria: Equipo muy fácil.
- China: Juegan Los gemelos Lee, su estilo es similar al de los Tachibana.
- Irán: Equipo con potencia para derribar a tus jugadores en jugadas normales, pero fácil.
- Corea del Norte: Equipo rápido, pero fácil.
- Arabia Saudita: Sin figuras pero con una defensa y portería difícil.
- Corea del Sur: Partido para acceder al mundial destacan el MF Kim y el FW Cha bastante complicado.

### V Parte: Copa mundial jr.
Con Japón ya clasificado a la copa del mundo, Tsubasa y compañía se enteran de la clasificación de algunos equipos: Argentina (que venció a Uruguay de Ramón Victorino con gol en el último segundo de Díaz usando su Drive Shot), Francia (que derrotó a Dinamarca con una combinación entre Pierre y Napoleón en los últimos minutos) y Alemania (que derrotó por goleada a Portugal gracias a Schneider y su Fire Shot). Brasil está clasificado directamente pero es una incógnita, no quiere revelar sus armas secretas. Ante estas noticias, Japón afronta un partido de entrenamiento frente a:
- CR Vasco da Gama: Juego de Apertura. Sin figuras. Partido bastante fácil.

#### Fase Inicial
- Polonia: Juego 01 Cuenta con el veloz FW. Mach y el GK. Jaich con su Rolling Save.
- Inglaterra: Juego 02 Destaca el gigantesco DF. Steve Robson y el FW. Lorimer.
- Unión Soviética: Juego 03 Sobresale el FW. Beraev y el GK. Rashin con su Bunshin save.
- Francia: Juego 04 Una pareja de lujo: el MF. Pierre Y FW. Louis Napoleón tienen un buen número de tiros especiales y jugadas, partido muy difícil.

#### Fase Final
- México: Juego 01 Equipo difícil con su única figura es FW. España.
- Italia: Juego 02 Comandados por su GK. Gino Hernández y acompañado del FW. Rampion.
- Países Bajos: Juego 03 Dos buenos jugadores, el FW. Islas Y DF. Ribter, además de un regular GK.
- Argentina: Los cuartos de final. Liderados por su MF. Juan Díaz y FW. Alan Pascal. Acompañados del MF. Babington (compañero de Tsubasa en Sao Paulo), el FW. Satrustegui y el gran DF. Luis Galván. Tsubasa usará su nuevo tiro: Cyclone Shoot.
- Alemania: Semifinales. El líder del equipo, el FW. Karl Heinz Schneider con su Fire Shot y su Overhead kick. Acompañado del MF. Franz Schester, el FW. Manfred Margus, el MF. Herman Kaltz , el MF. Metzer, el FW. Theodor Cappellmann y el enorme GK. Dieter Müller.
- Brasil: Final. Brasil clasifica al vencer a Francia, gracias a su arma secreta que detuvo el Slider Cannon Shot de Pierre y Napoleón sin problemas. Brasil en el primer tiempo usará su primera arma secreta, un jugador profesional que milita en el Inter FC, el GK. Elzo Gertize con su Dark Illusion catch.

Además cuenta con los DF: Dirceu, Jetorio, Dotoru y Amaral; los MF: Santamaria, Toninho, Riberio y los FW: Santana, Zagallo y Ney. En el segundo tiempo destaca el ingreso del veloz MF. Arthur Antúnez Coimbra "Super Striker" con su Overhead kick y su mach shoot.

## Jugabilidad
El juego nunca fue traducido oficialmente al español ni al inglés lo que lo hizo difícil de jugar además en varios países de América ni siquiera llegó, en países como Paraguay, Colombia y Argentina era posible conseguir un clon pirata sin embargo, el hecho de estar en japonés y no entender la infinidad de historias que aparecían en el juego hacia que fueran pocos los que lo jugarán; una manera recursiva de jugarlo en su versión original era aprender de memoria los comandos para cada acción (pases, dribbles, tiros, tiros especiales); no obstante muchos fanes del juego lo aclaman como uno de los mejores por lo que hoy día es posible conseguirlo en emulador para PC completamente traducido al español y al inglés.
- Datos: Q2278537